# Asya Abdullah
Asya Abdullah est une femme politique kurde qui se bat pour établir une autonomie démocratique au Rojava, dans le nord de la Syrie.
Asya Abdullah est l'ancienne coprésidente du Mouvement pour une société démocratique (TEV-DEM) et du Parti de l'union démocratique (PYD) et membre permanente de l'Union des communautés du Kurdistan syrien (KCK), siégeant dans son organe administratif supérieur. Elle a présenté à de nombreuses conférences pour tendre la main aux militants, aux universitaires et aux dirigeants internationaux  pour obtenir un soutien au projet politique kurde au Rojava.

## Carrière politique

### Premières activités politiques
Abdullah a été membre du Parti des travailleurs du Kurdistan (PKK) pendant environ 25 ans. Avec le PKK elle a été active dans les régions irakiennes de Qandil et de Gara et plus tard en Syrie.

### Parti de l'Union Démocratique (PYD)
En 2003, Asya Abdullah est devenu une membre fondatrice du Parti de l'Union démocratique (PYD) ,. Elle a été élue coprésidente du PYD en juin 2012 et a dirigé le parti avec Salih Muslim jusqu'en septembre 2017,.
En tant que coprésidente du PYD, Abdullah a représenté le Rojava durant la guerre civile syrienne. Dans une interview, Abdullah a déclaré qu'"aucune solution ne sera trouvée par la violence" mais que "la formation des cantons et la construction de l'autonomie démocratique est un exemple pour les peuples du pays".
En novembre 2016, Abdullah a prononcé un discours au Sommet du Nouveau Monde à Oslo, présentant l'« expérience du Rojava » révolutionnaire . Abdullah a également représenté le PYD lors d'une réunion avec le président français François Hollande à Paris en février 2015.

### TEV-DEM
Après avoir quitté son poste de coprésidente du PYD, Abdullah a été nommée coprésidente de la coalition Mouvement pour une société démocratique (TEV-DEM). À ce titre, Abdullah a poursuivi son militantisme en défendant la forte participation des femmes dans le mouvement. Lors du troisième congrès du TEV-DEM, elle a souligné le rôle des femmes, déclarant : « Le but de TEV-DEM était d'organiser le peuple et de construire une société morale et politique sur la base de la justice, de l'égalité et de l'élimination du patriarcat. TEV-DEM a commencé ses efforts dans la famille et a organisé la société pour émanciper les femmes de l'esclavage"[réf. nécessaire].

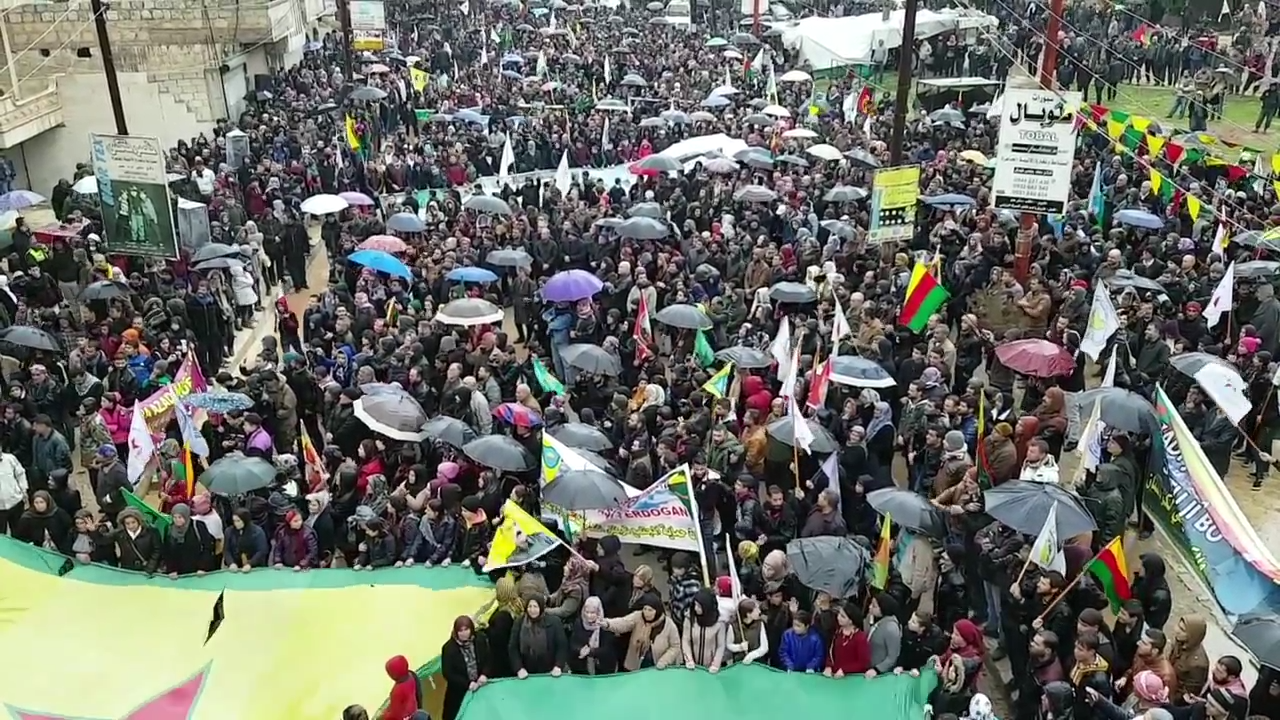
Manifestation à Afrin contre l'opération militaire turque 2018

Au début de 2018, Abdullah a appelé à plusieurs reprises à soutenir la résistance des YPG et des YPJ à Afrine, en Syrie, qui était sous attaque turque, déclarant "Maintenant, la seule façon de s'opposer à l'invasion est la résistance". Elle a vivement critiqué le manque de soutien international, déclarant : « La vérité, c'est qu'ils ne se soucient pas du fait que le peuple kurde soit confronté à la destruction et aux massacres. Les Kurdes vivent un génocide, et le monde entier les regarde. Il doit y avoir des pressions contre l'État turc pour qu'il cesse ses attaques.
En mars 2018, Abdullah a rencontré le président français Emmanuel Macron avec une délégation de dirigeants du nord de la Syrie.
Asya Abdullah a servi avec Aldar Xelil en tant que chef de TEV-DEM jusqu'en août 2018, date à laquelle ils ont été remplacés par Zelal Ceger et Gharib Hesso.

### Union des communautés du Kurdistan (KCK)
Abdullah est un membre permanent senior de l'Union des communautés du Kurdistan syrien (KCK), siégeant dans son organe administratif supérieur. Elle est responsable des cantons syriens du KCK d'Afrin, de Jazira et de Kobané.

## Autonomie démocratique au Rojava
En tant que leader kurde, Abdullah a travaillé sans relâche pour promouvoir et bâtir l'autonomie démocratique au Rojava. Ce projet s'appuie sur le rôle des femmes, la responsabilité environnementale et une alternative communautaire non-violente. C'est au Rojava que l'idéologie du confédéralisme démocratique qui est basée sur les idées de Murray Bookchin et Abdullah Öcalan est mise en œuvre. Des centaines de communes de quartier ont été créées dans les trois cantons du Rojava.

### Femmes
Le rôle des femmes au Rojava est d'une importance vitale, comme l'écrit Asya Abdullah : « Comment une société peut-elle être libre quand ses femmes ne le sont pas ? » Notamment, la position actuelle des femmes au Rojava repose sur des décennies de travail contre l'oppression. L'activiste kurde Sakine Cansız, qui a joué un rôle déterminant dans le développement du mouvement des femmes kurdes, écrit sur les années 1970,
« Le travail des femmes n'était pas facile. Certaines femmes voulaient combattre leur oppression, s'éduquer et se transformer, mais d'autres ont agi de manière contre-productive. En fait, il fallait s'y attendre, car au Kurdistan il n'y avait pas de précédent pour un mouvement de femmes. Dans de nombreux endroits dans le monde, les femmes s'étaient déjà organisées pour revendiquer leurs droits, mais au Kurdistan l'égalité et la libération des femmes étaient des concepts étrangers. » 
Maintenant, le Rojava utilise le principe du double leadership où chaque organisation est codirigée par un homme et une femme et les femmes doivent représenter au moins 40 pour cent de toutes les institutions mixtes. Selon Abdullah, « Même les plus petites institutions de la société soutiennent le développement d'une forte solidarité féminine. Dans les conseils, les coopératives, les académies et les centres de femmes, les femmes participent en tant que sujets à tous les aspects du processus de construction d'une vie libre".

### Écologie
Abdullah décrit l'importance de la responsabilité environnementale dans le modèle d'autonomie démocratique du Rojava : « Les cantons ont également adopté le modèle d'une économie communale, dans laquelle l'utilisation sociale est centrale, par opposition au modèle capitaliste, qui maximise les profits et dévaste la nature. . Grâce à l'organisation communautaire, les citoyens grandissent en conscience et en sensibilité ; ils intériorisent le respect de la nature et le sens de la responsabilité éthique".

### Communauté
Abdullah présente les objectifs de leur modèle démocratique communautaire comme étant « un modèle qui inclut la nature mais ne l'exploite pas, un modèle dans lequel les gens peuvent contrôler leur propre vie, dans lequel les inégalités sexuelles sont surmontées, dans lequel les guerres ethniques et religieuses prennent fin, dans lequel des ponts de paix sont construits entre des groupes de personnes, et dans lequel la pauvreté et l'exploitation n'existent plus. Il repose sur une « coexistence communautaire et solidaire » et « représente donc un nouvel espoir pour le Moyen-Orient ».